# Куртамиське міське поселення
Куртами́ське міське поселення (рос. Куртамышское городское поселение) — міське поселення у складі Куртамиського району Курганської області Росії.
Адміністративний центр та єдиний населений пункт — місто Куртамиш.
Населення міського поселення становить 16702 особи (2017; 17099 у 2010, 17816 у 2002).